# Bankia martensi
Bankia martensi är en musselart som först beskrevs av Stempell 1899.  Bankia martensi ingår i släktet Bankia och familjen skeppsmaskar. Inga underarter finns listade i Catalogue of Life.